# A (album Agnetha Fältskog)
A è il quinto album in inglese (il dodicesimo considerando l'intera carriera) della cantante Agnetha Fältskog, ex-membro degli ABBA.
Si tratta del primo album della cantante dai tempi di My Colouring Book, pubblicato nel 2004 e contenente cover delle canzoni degli anni Sessanta preferite dall'artista, e il primo album di materiale inedito dopo 25 anni, quando nel 1987 venne pubblicato I Stand Alone; tra le canzoni è inclusa anche I Keep Them on the Floor Beside My Bed, scritta dalla stessa Fältskog.

## Informazioni sull'album
Dal momento che la cantante si era ritirata dal circuito musicale, l'idea di registrare un nuovo album avvenne in maniera indiretta; secondo l'artista, "il progetto mi venne presentato da una mia amica. Mi chiamò e mi disse che Jörgen Elofsson e Peter Nordahl volevano farmi ascoltare alcune canzoni. Vennero a casa mia, mi fecero ascoltare tre canzoni e pensai 'Mio Dio, devo farlo'. L'ho sentita come una sfida."
Vennero quindi registrate dieci tracce per il nuovo album presso gli Atlantis Studio di Stoccolma, tutte aventi Elofsson come autore o coautore.
Parlando con l'autore Paul Stenning, Elofsson dichiarò "Agnetha non è soltanto un'artista, ma è un'icona con un suo esteso retaggio. Abbiamo sentito forti il peso e la responsabilità di realizzare qualcosa di grande, non volevamo in alcun modo distruggere tutto ciò che gli ABBA e Agnetha avevano realizzato per costruirsi la reputazione a cui erano arrivati nel corso degli anni. Sono davvero contento di dire che credo che ce l'abbiamo fatta!"

## Promozione
Per la promozione dell'album, Fältskog ha fatto numerose apparizioni in locali e programmi televisivi, come al G-A-Y di Londra e nel talk show norvegese-svedese Skavlan; la cantante ha inoltre realizzato un documentario per la BBC intitolato Agnetha: Abba and After, cosa che le ha permesso di tornare nella top ten britannica.
In occasione della promozione dell'album e dei singoli sono stati creati diversi account ufficiali dell'artista sui principali social media, tra cui Facebook, Instagram e YouTube.

## Ricezione
La BBC ha definito A un album mid-tempo "raffinato e sontuoso", tranne nel caso della canzone disco Dance Your Pain Away, unica eccezione al ritmo generale dell'album, in quanto la sua linea di basso richiama quella di Voulez-Vous degli ABBA. The Times ha attribuito all'album quattro stelle su cinque, definendolo "un trionfale ritorno di una donna persa per sempre nella musica". Helen Brown, nella sua recensione sul The Daily Telegraph, ha assegnato all'album tre stelle su cinque, definendolo "meravigliosamente noioso come sempre".

## Tracce
1. The One Who Loves You Now – 3:30 (Jörgen Elofsson, Pär Westerlund)
2. When You Really Loved Someone – 3:31 (J. Elofsson)
3. Perfume In The Breeze – 3:31 (J. Elofsson, Frederick Thomander)
4. I Was A Flower – 4:08 (J. Elofsson)
5. I Should've Followed You Home (feat. Gary Barlow) – 4:04 (J. Elofsson, G. Barlow)
6. Past Forever – 3:30 (J. Elofsson, Carole Bayer Sager)
7. Dance Your Pain Away – 4:10 (J. Elofsson)
8. Bubble – 4:21 (J. Elofsson)
9. Back On Your Radio – 3:43 (J. Elofsson)
10. I Keep Them On the Floor Beside My Bed – 4:06 (A.Fältskog, J.Elofsson)

Tracce bonus della versione digitale esclusiva di Amazon Germania 
1. I Was a Flower (versione orchestrale) – 4:11 (J. Elofsson)

Note
- I commenti di Fältskog e del produttore Elofsson ad ogni singola traccia sono stati resi disponibili con la pubblicazione di A su Spotify.

## Formazione
Musicisti
- Agnetha Fältskog - voce principale, cori
- Gary Barlow - voce (I've Should Have Followed You Home)
- Jörgen Elofsson, Janet Leon, Myrra Malmberg, Jeanette Ohlsson, Fredrik Thomander, Linda Ulvaeus - cori
- Jesper Jacobson, Fredrik Thomander - chitarra, tastiere
- Per Lindvall - batteria
- Max Lorentz - organo
- Peter Nordhal - direttore d'orchestra, pianoforte
- Gunnar Nordén - basso, chitarra
- Jeanette Olson, Mattias Torell - chitarra
- Simon Petrén, Pär Westerlund - tastiere
- Niklas Sundén - fisarmonica

Produzione
- Gustaf Berg, Michael Dahlvid - assistenza ingegneristica
- Andy Earl - fotografia
- Jörgen Elofsson - produttore, registrazione, ingegneria del suono, arrangiamenti, direzione vocale
- Janne Hansson, Micke Herrström, Lasse Nilsson - ingegneria del suono
- Bob Ludwig - mastering
- Peter Nordhal - produttore
- Simon Petrén, Fredrick Thomander, Pär Westerlund - programmazione
- Matt Read - direzione artistica
- Jess Sutcliffe - missaggio

## Classifiche

### Classifiche settimanali
| Classifica (2013) | Posizione massima |
| ----------------- | ----------------- |
| Australia         | 3                 |
| Austria           | 8                 |
| Belgio (Fiandre)  | 6                 |
| Belgio (Vallonia) | 35                |
| Danimarca         | 2                 |
| Finlandia         | 15                |
| Francia           | 85                |
| Germania          | 3                 |
| Irlanda           | 13                |
| Norvegia          | 3                 |
| Nuova Zelanda     | 27                |
| Paesi Bassi       | 5                 |
| Polonia           | 38                |
| Regno Unito       | 6                 |
| Stati Uniti       | 186               |
| Scozia            | 5                 |
| Svezia            | 2                 |
| Svizzera          | 2                 |

| Classifica (2018) | Posizione massima |
| ----------------- | ----------------- |
| Repubblica Ceca   | 21                |

### Classifiche di fine anno
| Classifica (2013) | Posizione |
| ----------------- | --------- |
| Australia         | 67        |
| Belgio (Fiandre)  | 156       |
| Danimarca         | 92        |
| Germania          | 90        |
| Svezia            | 12        |
| Regno Unito       | 98        |